# Rhododendron tapeinum
Rhododendron tapeinum är en ljungväxtart som beskrevs av I. B. Balf. och Farrer. Rhododendron tapeinum ingår i släktet rododendron, och familjen ljungväxter. Inga underarter finns listade i Catalogue of Life.